# Nokia 1616
Nokia 1616   — мобильный телефон фирмы Nokia, представленный 4 ноября 2009 года, и выпущенный в 2010. Телефон оснащается цветным дисплеем, имеет встроенный в торец фонарик и возможность менять панели. В телефоне доступны несколько телефонных книг, а его клавиши защищены от проникновения пыли. Есть стандартный разъем под наушники.

## Характеристики
| Класс        | бюджетный                                        |
| Год выпуска  | 2009, ноябрь                                     |
| Стандарт     | GSM 900 / 1800                                   |
| Аккумулятор  | Li-Ion (BL-5C) 800 мАч                           |
| Время работы | в активном режиме 8,5 ч, в режиме ожидания 528 ч |
| Дисплей      | TFT 1,8", 128 x 160 точек, 65 тыс. цветов        |
| Вес          | 78 грамм                                         |
| Размеры      | 107,1x45x15 мм                                   |

### Дополнительные характеристики Nokia 1616
- Цвета: Black, Dark Blue, Dark Gray, Dark Red
- Сменные лицевые панели: есть
- Другое: клавиатура защищена от пыли, платформа S30
- Память
  - Телефонная книга на 500 контактов
  - Несколько телефонных книг
  - Память на последние 20 принятых, набранных и пропущенных вызовов
  - Память на 250 SMS
- Звонок, набор номера
  - Виброзвонок
  - МР3 рингтоны
  - Полифония 32 тона
- SMS
  - SMS
  - Т9
- Коммуникационные возможности
  - Разъем 3,5 мм
- Органайзер и дополнительные функции
  - Часы
  - Будильник
  - FM радио
  - Игры
  - Фонарик
  - Календарь